# Морген, Филиппо
Филиппо Морген (итал. Filippo Morghen; ок. 1730, Флоренция — ок. 1807) — итальянский живописец и гравёр.

## Биография
Будущий художник родился во Флоренции в немецкой семье мелкого торговца, но его потомки стали представителями большой семьи художников. Его брат Джованни стал живописцем и гравёром, а его сын, Рафаэль Морген, — мастером репродукционной гравюры, работавшим по живописным оригиналам Рафаэля, Леонардо да Винчи и других итальянских художников.
С 1760 года Филиппо Морген жил в Неаполе, где женился на дочери художника Франческо Лиано. Филиппо гравировал портреты, географические карты; он выполнил серию гравюр с изображениями древностей Геркуланума, а также видов окрестностей Неаполя. Во второй половине XVIII века он издал книгу фантастических гравюр в девяти листах с аннотациями: «Собрание наиболее достопримечательных предметов, виденных кавалером Уайльдом Скуллом и синьором де ла Иром во время их знаменитого путешествия с Земли на Луну».